# Pallavolo Padua
Pallavolo Padua ist ein italienischer Männer-Volleyballverein aus Padua in der Provinz Padua (Region Venetien), der in der italienischen Serie A spielt.
Pallavolo Padua wurde 1970 als Petrarca Padua gegründet und spielte bis auf wenige Ausnahmen immer in der höchsten italienischen Spielklasse „Serie A1“. Der Verein hatte sehr viele verschiedene Namen, je nachdem wer Sporsor war, so z. B. Ciesse Padua, Charro Padua, Semprevolley Padua oder aktuell Fidia Padua. Die erfolgreichsten Jahre waren von 1988 bis 1994, als Padua im europäischen CEV-Pokal einmal Dritter, viermal Zweiter und 1994 sogar Pokalsieger wurde. Auch 2005 und 2006 erreichte Padua nochmals das Final Four beim CEV-Pokal. In dieser Zeit spielten auch die deutschen Nationalspieler Christian Pampel, Björn Andrae und etwas später Robert Kromm für den Verein. Nach der Saison 2011/12 musste Padua (mit dem Deutschen Sebastian Schwarz) in die „Serie A2“ absteigen.